# Ремшник
Ремшник (словен. Remšnik) је насељено место у општини Радље об Драви, Корушка регија, Словенија.

## Историја
До територијалне реорганизације у Словенији био је у саставу старе општине Радље об Драви.

## Становништво
У попису становништва из 2011. године, Ремшник је имао 226 становника.
| Број становника према пописима | Број становника према пописима | Број становника према пописима |
| ------------------------------ | ------------------------------ | ------------------------------ |
| 1991                           | 2002                           | 2011                           |
| 242                            | 240                            | 226                            |

Напомена: Године 1994. повећано за део насеља Козји Врх (Подвелка).